# Esedinghausen
Esedinghausen ist eine Wüstung nahe der Ortslage Dunau im Gebiet der Stadt Seelze in der Region Hannover in Niedersachsen.

## Geschichte
Das Dorf Esedinghausen wird erstmals in einem Lehnsregister der Herzöge Otto und Wilhelm von Braunschweig-Lüneburg aus den Jahren 1330 bis 1352 als Lehen des Stacius von Reden erwähnt. Spätere Einträge verwenden auch die Schreibweisen Esedingherhusen und Esedinghehusen. Die Analyse des Ortsnamens deutet auf eine Entstehung etwa im 9. Jahrhundert.
Esedinghausen lag in der Umgebung des heutigen Gutes Dunau südlich des heutigen Seelzer Stadtteils Lathwehren. Bis zum Jahr 1360 ist die Existenz des Dorfes urkundlich belegt, das in der Folgezeit wüst wurde. Der genaue Zeitpunkt ist unbekannt, da erst aus dem Jahr 1558 mit der Belehnung des Gutes Dunau an Ernst von Alten wieder eine Urkunde der Gegend vorliegt.
In der Flur beim Gut Dunau wurden 1984 viele Keramikscherben, darunter die eines Kugeltopfes, aus dem 12. bis 14. Jahrhundert gefunden. Einige Flurnamen in der Nähe von Dunau wie „Hinter den Kleinen Häusern“ deuten auf frühere Bebauung und den möglichen Standort des Dorfes.

## Belege
1. ↑  
Norbert Saul, Stadtarchiv: Gut Dunau. www.seelze.de, abgerufen am 19. März 2015.

Koordinaten: 52° 21′ 18″ N, 9° 33′ 10,8″ O